# Parafia św. Izydora w Smolanach
Parafia św. Izydora w Smolanach – rzymskokatolicka parafia należąca do dekanatu Sejny, diecezji ełckiej.

## Historia
- Kościół rzymskokatolicki pw. św. Izydora Oracza w miejscowości Smolany zbudowano w latach 1834–39. W 1840 obok kościoła powstał klasztor dla sprowadzonych ojców Reformatów, którzy w wyniku represji po powstaniu styczniowym zostali stąd usunięci w 1873[1].
- Parafia w Smolanach została erygowana 4 listopada 1897[1]dekretem biskupa Pawła Krajewskiego[2].
- W latach 1977–1995 posługę w parafii i domu rekolekcyjnym prowadzili księża Misjonarze Oblaci Maryi Niepokalanej[2].
- Od 1995 zabudowania poklasztorne zostały przeznaczone na Dom Rekolekcyjny Diecezji Ełckiej[1].

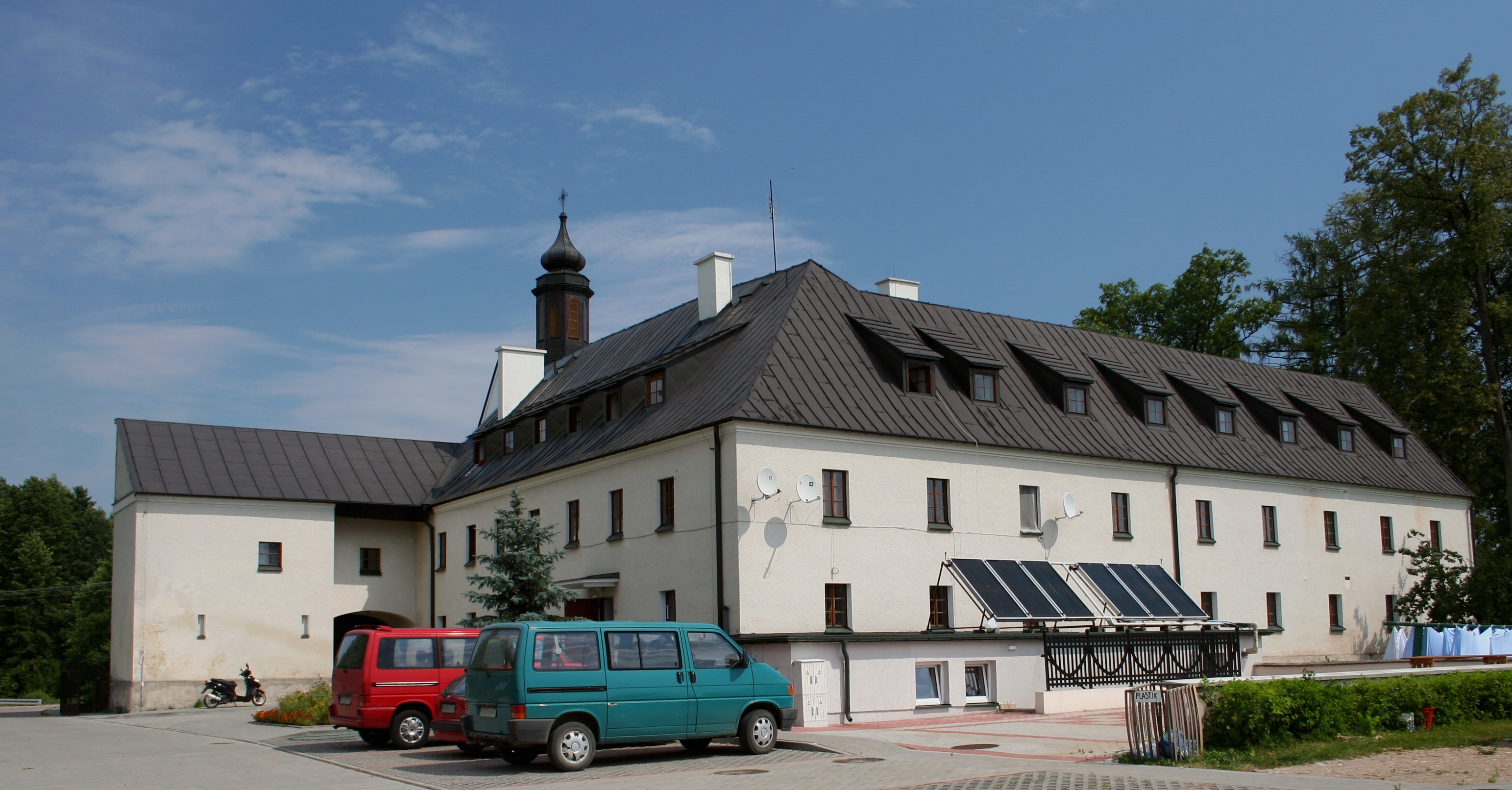
Dom Rekolekcyjny Diecezji Ełckiej w Smolanach
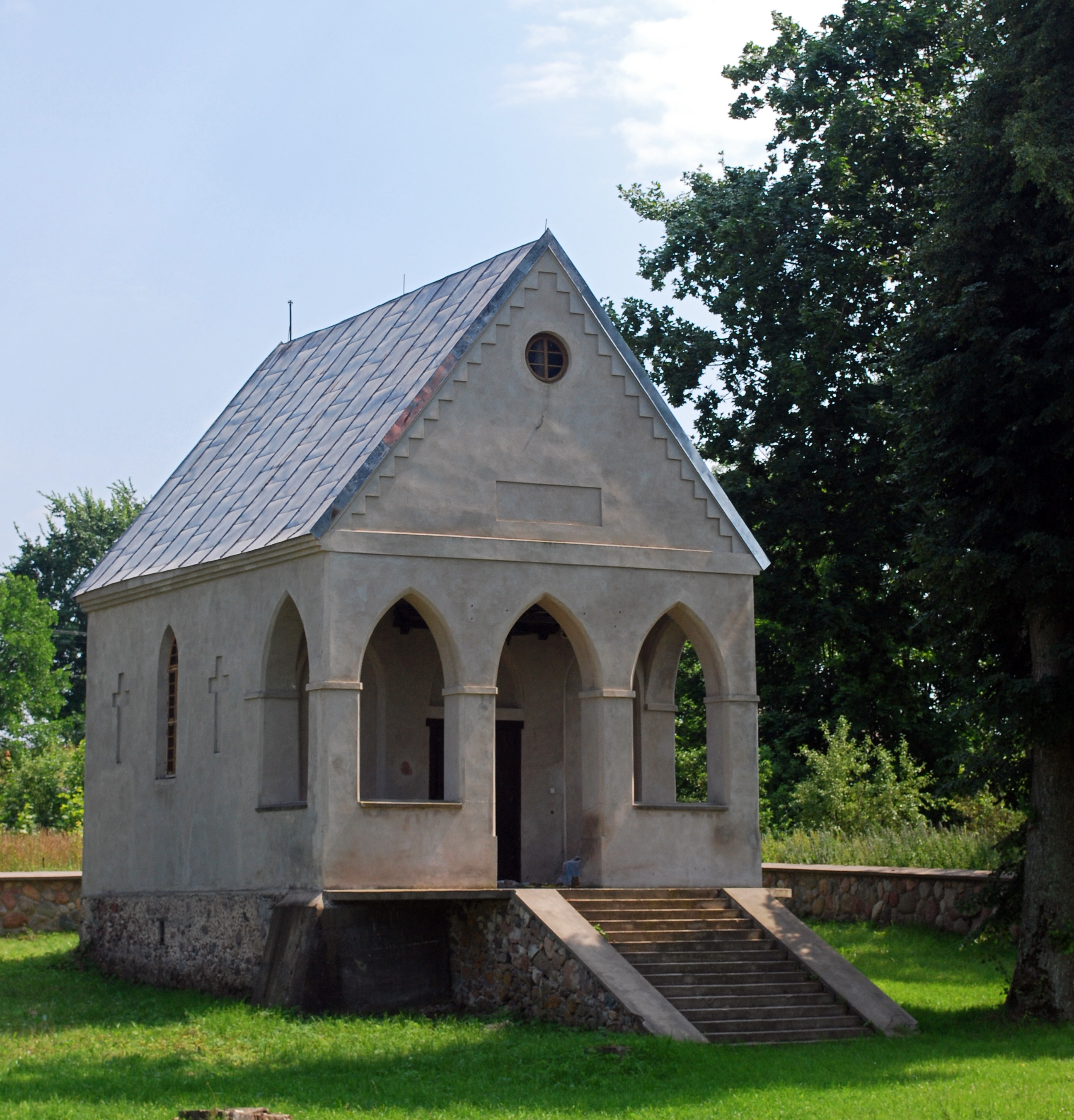
Kaplica cmentarna w Smolanach